# SimTower
SimTower é um jogo de computador de gerenciamento criado em 1994 pela Maxis e produzido no Japão, para as plataformas: Microsoft Windows, MAC OS 7, Game Boy Advance e 3DO.
O Objetivo do jogo é gerenciar um prédio. O jogador deve construir lotes de apartamentos ou escritórios, quartos de hotel além de equipar o prédio com elevadores, escadas, lojas e segurança.